# Tristach
Tristach – gmina w Austrii, w kraju związkowym Tyrol, w powiecie Lienz. Liczy 1390 mieszkańców (1 stycznia 2015).